# Molvanîa
Molvanîa – fikcyjny kraj umiejscowiony gdzieś we wschodniej Europie, stworzony przez Toma Gleisnera, Santo Cilauro i Roba Stitcha na potrzeby wydawnictwa wydającego parodie przewodników turystycznych. Książka Molvanîa: a Land Untouched by Modern Dentistry („Molvania. Kraina nietknięta przez nowoczesną stomatologię”) opisuje ten kraj jako „kolebkę kokluszu” i „właściciela najstarszego reaktora atomowego w Europie”.
Książka stała się niespodziewanym sukcesem w Australii, wywołując jednocześnie licytację o prawa do międzynarodowej publikacji i przekładów. Książka ta także wzbudziła kontrowersje, kiedy brytyjski były minister ds. europejskich Keith Vaz oskarżył ją o nadużywanie uprzedzeń związanych z Europą wschodnią. 
Powstało także pewne zamieszanie, czy w ogóle taki kraj istnieje. Ma to związek z tym, iż nazwa Molvanîa kojarzy się z istniejącą republiką Mołdawią.
Autorami tej książki są entuzjaści podróży, których życzeniem było przedstawienie wszystkich wad i złych doświadczeń związanych ze wschodnią Europą w sposób skondensowany, bez obrażania jakiegokolwiek 
rzeczywistego kraju.

## O Molvanîi

Flaga Molvanîi, tzw. Molvanîan Trikolor, do sierpa i młota dodana łopata

Republika Molvanîi jest mieszanką stereotypów związanych z Europą wschodnią. Z historycznego punktu widzenia kraj ten był wyjałowionym pustkowiem rozdartym przez wojnę domową i zamieszki narodowościowe. W końcu wojujące frakcje Molvanîi zostały zjednoczone w jednolite królestwo, rządzone przez kolejno panujących despotycznych władców. W późnym XIX w. monarchia została obalona, ale rodzina królewska pozostała popularna na wygnaniu. Podczas II wojny światowej kraj został najechany przez hitlerowskie Niemcy, następnie okupowany przez ZSRR, którzy ustanowili marionetkowy socjalistyczny rząd. Po upadku komunizmu Molvanîa stała się ordynarną dyktaturą ze skorumpowanym rządem z silnymi powiązaniami z mafią.
Molvanîa to bardzo biedny rolniczy kraj, z silnie skażonym środowiskiem naturalnym, geograficznie jałowy. Infrastruktura jest w opłakanym stanie. Elektryczność, bieżąca woda, kanalizacja są niezwykłą rzadkością. Jest to spowodowane wysoką indolencją aparatu biurokratycznego. Mimo iż przewodnik próbuje przedstawiać to w innym świetle, w zasadzie w tym kraju nie można wiele zdziałać, hotele są małe, walące się, obskurne, narodowe potrawy są odrażające, a atrakcje turystyczne są nudne i zbyt drogie. Molvańczycy są nieuprzejmi, brudni i czasami psychotyczni z licznymi dziwnymi nielogicznymi wierzeniami i obrzędami.
Język molvański jest tak skomplikowany, że nauczenie się go zajmuje średnio 15 lat, gdzie oprócz wymowy także tonacja wypowiedzi ma ogromne znaczenie w zrozumieniu i przekazywaniu treści.
Narodowa flaga mimo iż nazwana Molvanîan Trikolor jest unikalna, gdyż ma tylko dwa kolory. Po upadku żelaznej kurtyny Molvanîa jest jedynym krajem który pozostawił sierp i młot na fladze. Władze były tak rozkochane w tym symbolu robotniczej walki, że dodały trzeci – łopatę.
Patronem kraju jest św. Fiodor.